# 不等号
不等号（ふとうごう）は、実数などの大小関係を表すための数学記号・用語である。
より一般的には、順序集合（例: 整数、実数）の2つの要素の間の順序（大小ともいう）を表す。

## 概要
順序集合の二つの元は、等しいか、片方が他方より大きいか、等しくなく大小関係がないか、のいずれかである。 2つが等しい場合は等号（=）を使い、2つに大小関係がある場合にのみ不等号を使う。
等しくなく、大小関係がない、あるいは問題としないときには否定等号（≠）を使う。否定等号は「不等」を表す記号ではあるが、大小関係がなくとも使える（例: 複素数）ので、大小を表す記号とは性質が異なり、不等号には含めないことがある。
不等号は等号と同様に中置し、左辺と右辺の間の順序を表す。
等号を含む等式と同様、不等号を含む式を不等式と呼ぶが、等号を含む条件式が方程式と呼ばれるのに対し、不等号を含む条件式も不等式と呼ばれる｡

## 基本的な不等号

### 単純な不等号
「A < B」は「左辺(A)が右辺(B)より小さいこと」を示す。「A > B」は「左辺(A)が右辺(B)より大きいこと」を示す。
これらの記号の初出は1631年発刊トーマス・ハリオット『演習解析術』（死後発刊）である。
日本語の読みは文部科学省により「A < B」を「〜(A)は〜(B)より小さい」、「A > B」を「〜(A)は〜(B)より大きい」と読むように指導されているが、長い不等式を読み下す場合などには「A < B」を「(A)小（しょう）なり(B)」、「A > B」を「(A)大（だい）なり(B)」と読まれる。
プログラミングでは「LT (less than)」「GT (greater than)」と呼ぶこともある。

#### 使用例
{\displaystyle 2<3}（2は3より小さい／2小なり3）、{\displaystyle 3>2\,}（3は2より大きい／3大なり2）

### 等号付き不等号
「≦」「≤」「⩽」
（いずれでも意味は同じ）は左辺が右辺より小さいか等しい（a < b または a = b）ことを示す。「≧」「≥」「⩾」は左辺が右辺より大きいか等しいことを示す。
記号「≦」の初出は1734年ピエール・ブーゲの著書である。
初等教育では <、> の「(等号を含まない)不等号」を先に導入するが、数学一般においては等号を含めた「≦」を先に定義する方が自然な場合が多く、「<」のほうが「a ≦ b かつ a ≠ b」として定義される。
日本の初等教育・中等教育では「≦」「≧」と不等号の下に等号を書く場合が多い。
欧米では不等号の下に一本線を書いた「≤」「≥」や不等号の下に平行な線を書いた「⩽」「⩾」と書く場合が多い。
日本語の読みは文部科学省により「〜は〜以下」、「〜は〜以上」と指導されているが、「小なりイコール」および「大なりイコール」として参照されることも多い。
プログラミングでは「LE (less than or equal to)」「GE (greater than or equal to)」と呼ぶこともある。

#### 使用例
{\displaystyle 0\leqq a^{2}}（0はa2 以下／0小なりイコールa2）、{\displaystyle a^{2}\geqq 0}（a2 は0以上／a2 大なりイコール0）

### 発展的な用法
「a < b」と「b > a」、「a ≦ b」と「b ≧ a」は、それぞれ全く同じ意味である。
3辺の不等式 a < b < c は、同じ形の等式と同様に「a < b かつ b < c」を意味し、推移律により a < c も同時に表している。
a < b < c = d ≦ e < …… のように、4辺以上になったり「≤」や等号が混ざったりしても同様である。「>」「≥」「=」でも同様の表現ができる。
ただし、「<」「≦」と「>」「≧」が混ざることは（推移律が成り立たず実用性が乏しいので）まれである。

#### 区間
3辺の不等式は変数の含まれる区間を表すのによく使われる。
{\displaystyle a<x<b\,} は {\displaystyle x\in (a,b)} に等価
{\displaystyle a\leqq x<b} は {\displaystyle x\in [a,b)} に等価
{\displaystyle a<x\leqq b} は {\displaystyle x\in (a,b]} に等価
{\displaystyle a\leqq x\leqq b} は {\displaystyle x\in [a,b]} に等価

## 派生記号

### 複号
記号の組合わせ方として複号同順を指定した式では、「≶」「≷」「⪋」「⪌」「≦」「≧」「⪙」「⪚」もしくは「≶」「≷」「⋚」「⋛」「≤」「≥」「⋜」「⋝」が使われる。
ただし「≤」「≥」「≦」「≧」は以下・以上と紛らわしいので、「複号同順」や「等号は同時にのみ成り立つ」、「不等号の向き同順」等の但し書きを添えることが多い。
1つの論述の中に複数の複号同順を表す不等号を同時に用い、複号同順を表す不等号の上部および下部のそれぞれ（「⋚」、「⋛」の場合は上部、中央、下部のそれぞれ）で文が成り立つ場合に用いる。また、「±」および「∓」と共にも用いられる。
1つの式だけで使われることは稀で、「〜ならば〜」「〜のとき〜」「〜とすると〜」などと複数の式にまたがり使われることが多い。
正負の複号と違い、1回使われるだけでは意味を成さない。「どちらかが成り立つ」（x = ±1 : x = 1 または x = −1）のような用法は、等号付き不等号でのみ使われる。
日本では、「⪋」「⪌」と中央をイコールの2本線で表記する場合が多いが、欧米では「⋚」「⋛」と1本線で表す場合が多い。

#### 使用例
{\displaystyle a\lessgtr b\lessgtr c} （ (a < b < c) または (a > b > c) ）
{\displaystyle a\lessgtr b} ならば  {\displaystyle x+a\lessgtr x+b} （（a < b ならば x + a < x + b）であり（a > b ならば x + a > x + b） ）
{\displaystyle a\lesseqgtr b} ならば  {\displaystyle x+a\lesseqgtr x+b} （（a < b ならば x + a < x + b）であり（a = b ならば x + a = x + b) であり (a > b ならば x + a > x + b））
{\displaystyle a^{2}=4\,} で {\displaystyle a\gtrless 0} ならば  {\displaystyle a=\pm 2} （ (a2 = 4 で a > 0 ならば a = 2) であり (a2 = 4 で a < 0 ならば a = −2) ）

### 非常に大きい/小さい
比が極度に大きいことを示すために、通常の不等号ではなく、二重不等号「≪」「≫」が使用される。原則として、双方非負（0以上）の場合にのみ使う。0に近い領域で比が大きいこともあるので、差は必ずしも大きくない。
その後に近似計算を行うための説明であることが多い。
「〜は〜より十分に小さい（大きい）」「〜は〜より非常に小さい（大きい）」などと読む。
ここでの「極度に大きい」に絶対普遍な基準はなく、文脈に応じて臨機応変に解釈される。

#### 使用例
{\displaystyle 10^{-10}\ll 0.1<1<10\ll 10^{10}}
{\displaystyle a\gg 1} ならば {\displaystyle a+1\approx a}

### 大きい/小さいかほぼ等しい
「≲」「⪅」「⪍」（意味に大きな違いはない）は「小さいかほぼ等しい」、「≳」「⪆」「⪎」は「大きいかほぼ等しい」を意味する。
近似計算で使われる。

#### 使用例
{\displaystyle a\approx 0} で {\displaystyle b>0\,} ならば {\displaystyle a+b\gtrapprox 0}

## 数学以外の用法

### コンピュータ
コンピュータの分野では不等号が「LT (less than)」「GT (greater than)」と呼ばれることもある。不等式としては次のように使われる。
- ほとんどの言語で、不等号は < と > で表される。
- ほとんどの言語で、等号付き不等号は <= と >= で表される。
- プログラミング言語においては、不等式は左辺と右辺を引数にとる二値集合(真偽値の集合)への関数として定義されることが多い。
- Python のような例を除けば、 a < b < c のような構文はエラーとなるか (a < b) < c と解釈され、数学記号として期待される結果（a < b かつ b < c）を返さない。ただしLISPは、(< a b c) でそのような結果を返す。
- Pascal, SQLなどでは <> が、C言語やPythonでは != が、否定等号（≠）として使われる。
- PerlやRubyなどでは、<=> は、左辺が右辺より大きければ 1、小さければ −1、等しければ 0 を返す演算子である。

不等式以外に使われる不等号は、次のようなものである。
- 主にASCII環境で、< … > を山括弧（‹…› や〈…〉）の、<- -> や < > を矢印（← →）の代用に使う。不等号以外の用法は、これらから発展したものが多い。
- C言語、Java、Perlなど多くの言語で、<< と >> はビットシフト演算子である。
- C++では、<< と >> は（ビットシフト演算子でもあるが）ストリームへの入出力の演算子でもある。
- C++では、テンプレートに与える引数を、<arg1, arg2, ...> のような形で表記する。
- C言語、Perl、PHPなどでは、-> はメンバ演算子である。アロー演算子とも呼ばれる。
- UnixやMS-DOSではリダイレクトを表す。< は標準入力、> は標準出力、2> は標準エラー出力、>> は標準出力を追記、等の種類がある。
- Perlでは、$< はプロセスユーザID、$> はプロセス実行ユーザIDを表す。
- Perl、Ruby、PHPなどでは、連想配列のキーと値を=>で区切る。
- XMLやHTMLなどのSGMLでは、<要素名> と括弧のように使い、タグを表す。
- 多くのコマンドインタプリタで、> はコマンドプロンプトに使われる。
- 多くのチャットシステムで、発言の前に発言者のハンドルと > を付ける。「ハンドル >」の形のコマンドプロンプトから発展したものである。
- 電子メールや電子掲示板で、> が引用符として、引用各行の行頭につけられる。古くはタブを使っていたが、ネストするとタブが連続することになるので、表示桁数節約のために > を使うようになった。
- チャットや電子掲示板で、> や >> のあとにハンドル、人名、レス番等を書き、その人物やレスへの発言であることを表す。元はリダイレクト構文に由来し、1行発言の後に「Hello > john」のように使った。現代のスレッドフロート型掲示板では、レスの冒頭に「>>レス番[改行]」と書くか、文中に「>>レス番は〜」などと書く。
- 人名の後に＜（通常全角）を付け、その人物の発言であることを表す（通常は実際の発言の引用ではなく代弁やジョークとして）。漫画のふきだしに由来する。
- ロジックパズル『不等号』　並べられた枡の境界線に配置された不等号を手がかりにして枡に当て嵌まる数字を推理する『数独』に似たパズル。
- PowerShell、C#、Lua、PHP、Ruby、Pythonなど、多くのプログラミング言語において、ヒアドキュメントの変数への代入、もしくは開始を示す記号として、<<が用いられる。

### その他
- 日本語の文章では、括弧の一種「山括弧」として用いられることがある。

## 文字実体参照
HTMLでは不等号はタグを表すため、ASCII文字であるにもかかわらず文字実体参照 &lt; (<) と &gt; (>) がある。
等号付き不等号にも文字実体参照 &le; (≤) と &ge; (≥) がある。これらは U+2264 と U+2265 の、等号が一本線の等号付き不等号に変換される。

## 符号位置
| 記号 | Unicode | JIS X 0213  | 文字参照              | 名称                                                                        |
| ---- | ------- | ----------- | --------------------- | --------------------------------------------------------------------------- |
| <    | U+003C  | 1-1-67      | &lt; &#x3C; &#60;     | 不等号(より小) LESS-THAN SIGN                                               |
| >    | U+003E  | 1-1-68      | &gt; &#x3E; &#62;     | 不等号(より大) GREATER-THAN SIGN                                            |
| ≤    | U+2264  | 1-1-69 包摂 | &le; &#x2264; &#8804; | より小さいか又は等しい LESS-THAN OR EQUAL TO                                |
| ≥    | U+2265  | 1-1-70 包摂 | &ge; &#x2265; &#8805; | より大きいか又は等しい GREATER-THAN OR EQUAL TO                             |
| ≦    | U+2266  | 1-1-69      | &#x2266; &#8806;      | より小さいか又は等しい LESS-THAN OVER EQUAL TO                              |
| ≧    | U+2267  | 1-1-70      | &#x2267; &#8807;      | より大きいか又は等しい GREATER-THAN OVER EQUAL TO                           |
| ≪    | U+226A  | 1-2-67      | &#x226A; &#8810;      | 非常に小さい MUCH LESS-THAN                                                 |
| ≫    | U+226B  | 1-2-68      | &#x226B; &#8811;      | 非常に大きい MUCH GREATER-THAN                                              |
| ≲    | U+2272  | -           | &#x2272; &#8818;      | LESS-THAN OR EQUIVALENT TO                                                  |
| ≳    | U+2273  | -           | &#x2273; &#8819;      | GREATER-THAN OR EQUIVALENT TO                                               |
| ≶    | U+2276  | 1-2-79      | &#x2276; &#8822;      | 小さいか大きい LESS-THAN OR GREATER-THAN                                    |
| ≷    | U+2277  | 1-2-80      | &#x2277; &#8823;      | 大きいか小さい GREATER-THAN OR LESS-THAN                                    |
| ⋚    | U+22DA  | 1-7-86      | &#x22DA; &#8922;      | 小さいか等しいか大きい LESS-THAN EQUAL TO OR GREATER-THAN                   |
| ⋛    | U+22DB  | 1-7-87      | &#x22DB; &#8923;      | 大きいか等しいか小さい GREATER-THAN EQUAL TO OR LESS-THAN                   |
| ⋜    | U+22DC  | -           | &#x22DC; &#8924;      | EQUAL TO OR LESS-THAN                                                       |
| ⋝    | U+22DD  | -           | &#x22DD; &#8925;      | EQUAL TO OR GREATER-THAN                                                    |
| ⩽    | U+2A7D  | -           | &#x2A7D; &#10877;     | LESS-THAN OR SLANTED EQUAL TO                                               |
| ⩾    | U+2A7E  | -           | &#x2A7E; &#10878;     | GREATER-THAN OR SLANTED EQUAL TO                                            |
| ⪅    | U+2A85  | -           | &#x2A85; &#10885;     | LESS-THAN OR APPROXIMATE                                                    |
| ⪆    | U+2A86  | -           | &#x2A86; &#10886;     | GREATER-THAN OR APPROXIMATE                                                 |
| ⪋    | U+2A8B  | 1-7-86 包摂 | &#x2A8B; &#10891;     | 小さいか等しいか大きい LESS-THAN ABOVE DOUBLE-LINE EQUAL ABOVE GREATER-THAN |
| ⪌    | U+2A8C  | 1-7-87 包摂 | &#x2A8C; &#10892;     | 大きいか等しいか小さい GREATER-THAN ABOVE DOUBLE-LINE EQUAL ABOVE LESS-THAN |
| ⪍    | U+2A8D  | -           | &#x2A8D; &#10893;     | LESS-THAN ABOVE SIMILAR OR EQUAL                                            |
| ⪎    | U+2A8E  | -           | &#x2A8E; &#10894;     | GREATER-THAN ABOVE SIMILAR OR EQUAL                                         |
| ⪙    | U+2A99  | -           | &#x2A99; &#10905;     | DOUBLE-LINE EQUAL TO OR LESS-THAN                                           |
| ⪚    | U+2A9A  | -           | &#x2A9A; &#10906;     | DOUBLE-LINE EQUAL TO OR GREATER-THAN                                        |
| ＜   | U+FF1C  | 1-1-67 包摂 | &#xFF1C; &#65308;     | 不等号(より小) FULLWIDTH LESS-THAN SIGN                                     |
| ＞   | U+FF1E  | 1-1-68 包摂 | &#xFF1E; &#65310;     | 不等号(より大) FULLWIDTH GREATER-THAN SIGN                                  |